# Kutlovac
Kutlovac (cyr. Кутловац) – wieś w Serbii, w okręgu toplickim, w gminie Blace. W 2011 roku liczyła 131 mieszkańców.